# Joop Wagenaar

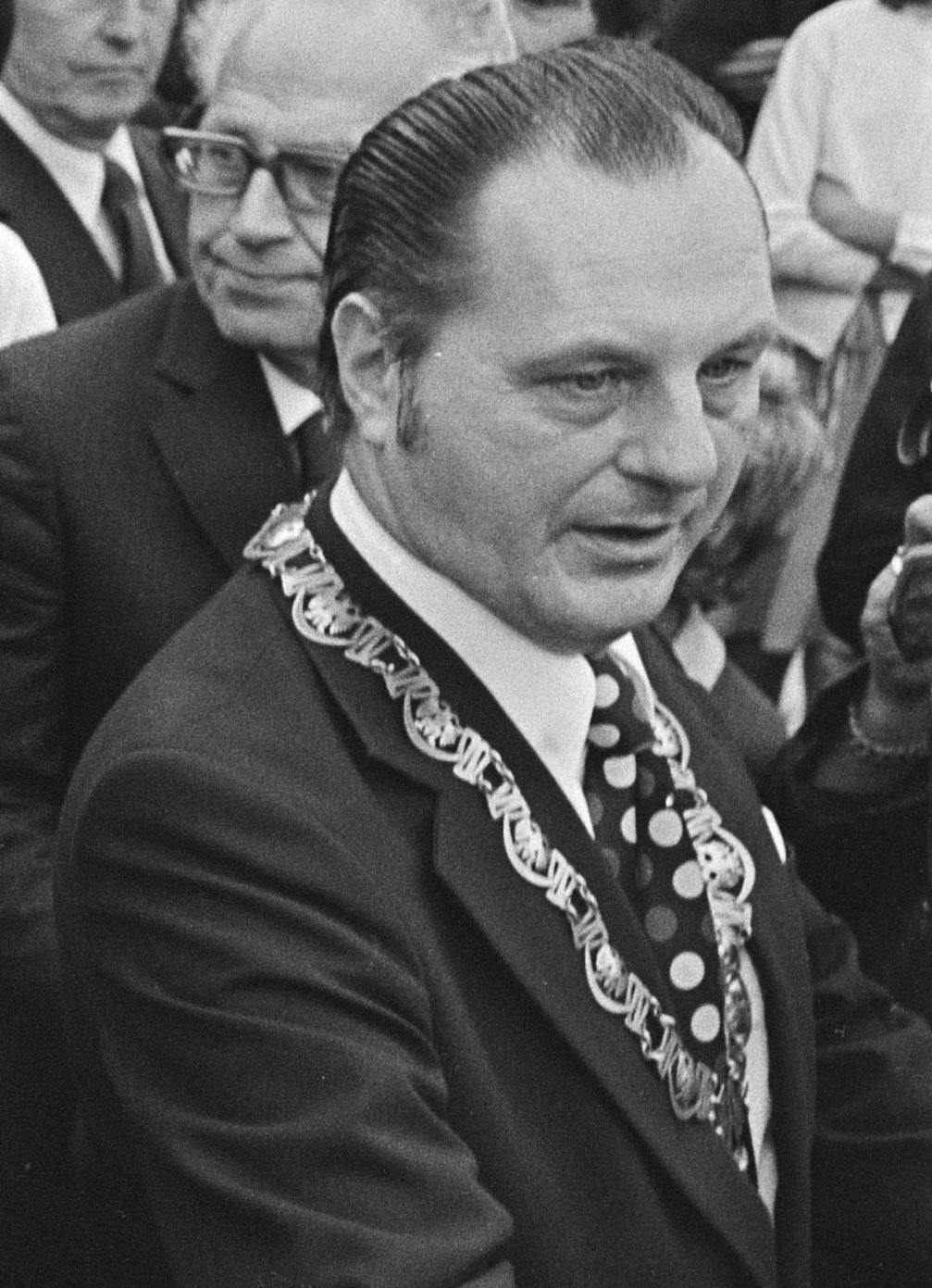
Burgemeester J.S. Wagenaar (1976)

Johannes Sebastiaan (Joop) Wagenaar (Roelofarendsveen, 8 juli 1921 – Leiden, 6 januari 1993) was een Nederlands politicus van de KVP en later het CDA.
Hij was vanaf 1966 wethouder in Alkemade voordat hij burgemeester werd. Hij bekleedde dat ambt in de gemeenten Zevenhoven (1973 - 1982) en Alkemade (1982 - 1986). Ook was hij waarnemend burgemeester van Koudekerk aan den Rijn (1990 - 1991). Wagenaar was ereburger van Alkemade en Ridder in de Orde van Oranje Nassau.